# 나카고촌 (후쿠이현)
나카고촌(中郷村)은 후쿠이현 쓰루가군에 설치되었던 촌이다. 현재의 쓰루가시 중심부의 남측에 해당한다.